# Czułczyce

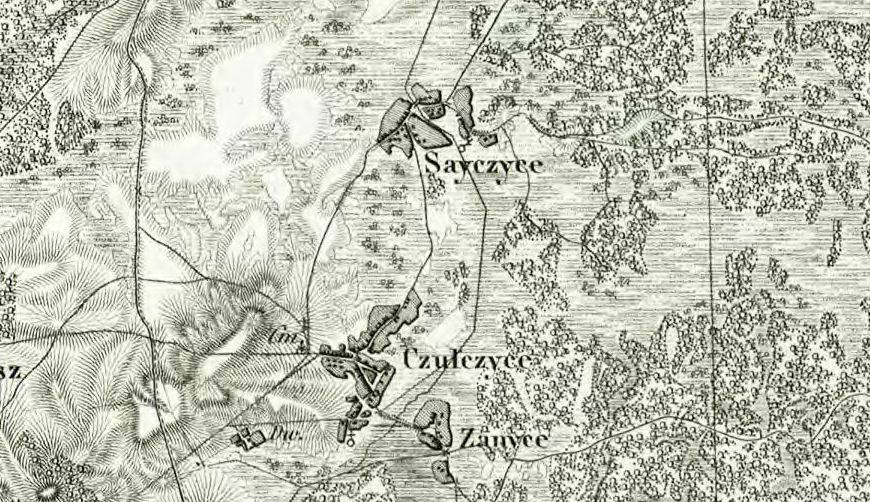
Czułczyce na Mapie Topograficznej Królestwa Polskiego z 1839 r.

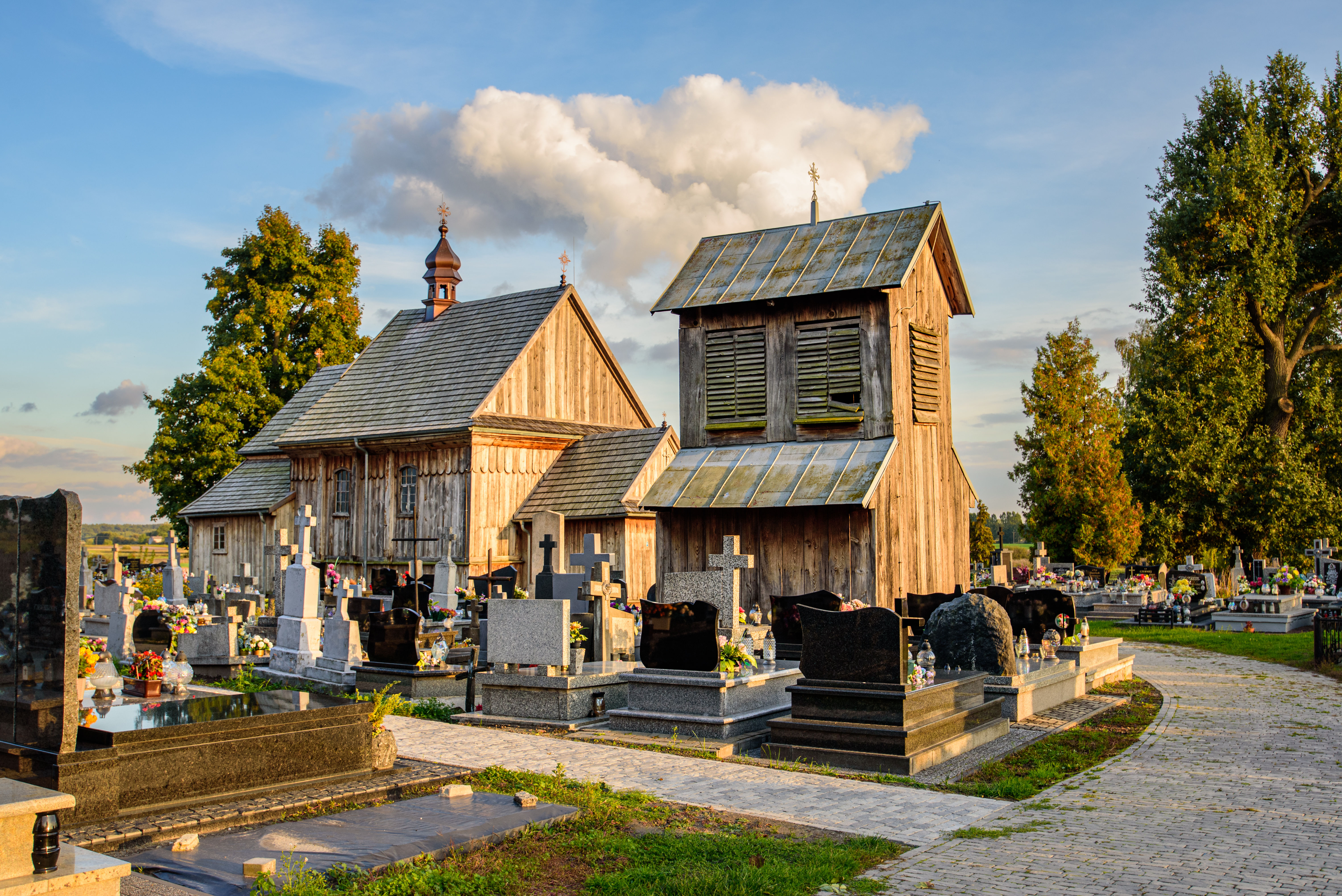
Kościół pw. Wszystkich Świętych, Czułczyce-Przysiółek (XVIII w.)

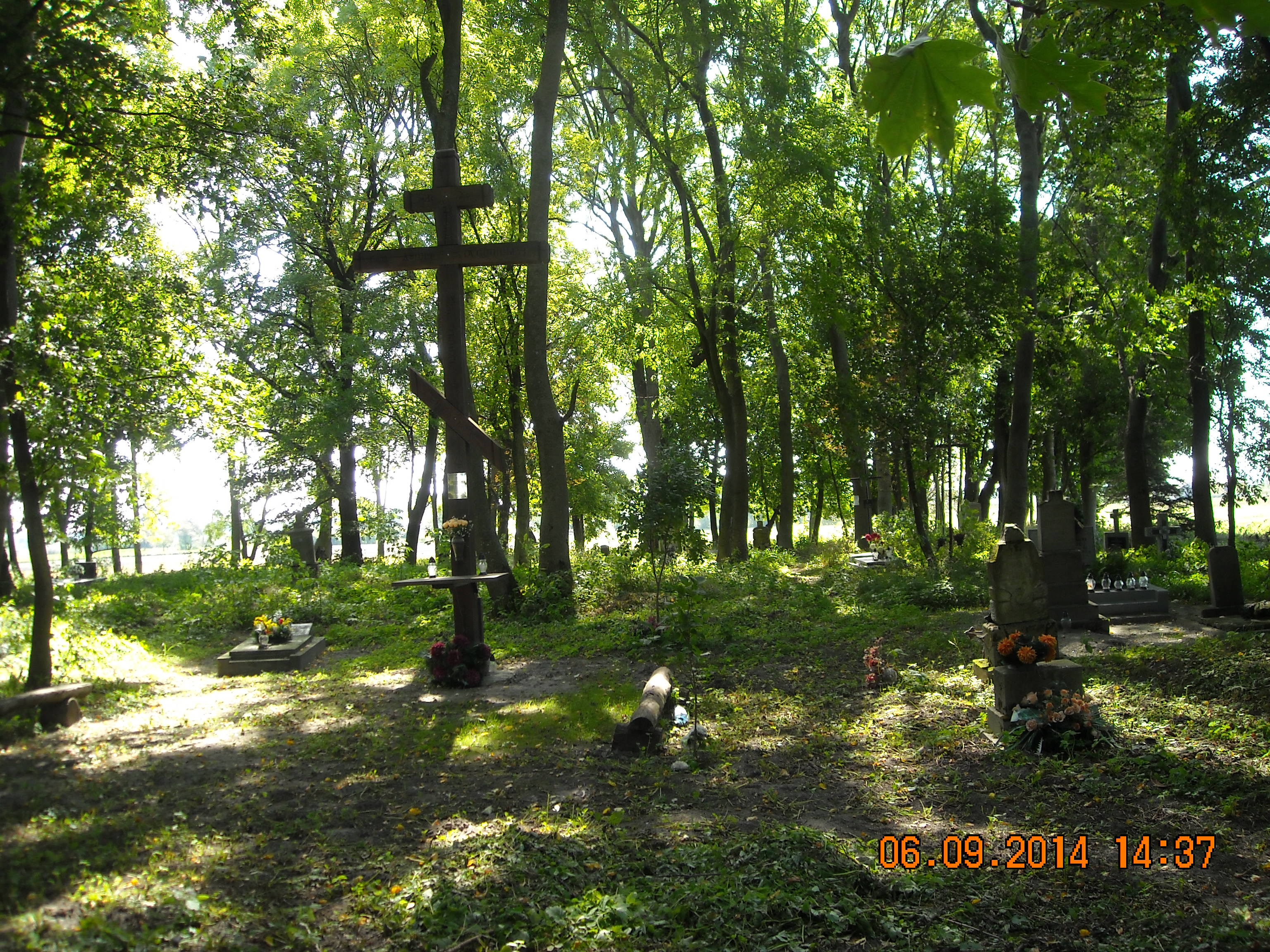
Czułczyce, cmentarz unicko-prawosławny, XIX-XX w.

Czułczyce – wieś w Polsce położona w województwie lubelskim, w powiecie chełmskim, w gminie Sawin. Przez miejscowość przebiega droga wojewódzka nr 812.
| SIMC    | Nazwa    | Rodzaj    |
| ------- | -------- | --------- |
| 0106804 | Osadnicy | część wsi |

W latach 1954–1959 wieś należała i była siedzibą władz gromady Czułczyce, po jej zniesieniu w gromadzie Staw. W latach 1975–1998 miejscowość administracyjnie należała do województwa chełmskiego.
Administracyjnie wieś jest sołectwem.  Według Narodowego Spisu Powszechnego (III 2011 r.) liczyła 427 mieszkańców i była trzecią co do wielkości miejscowością gminy.
Wieś jest siedzibą rzymskokatolickiej parafii św. Rocha.

## Historia parafii
Wzmianki o istnieniu parafii pochodzą z 1513 r. Należała do dekanatu chełmskiego, dawnej diecezji chełmskiej. Do 1947 r. istniała przy kościele pw. Wszystkich Świętych w Przysiółku, oddalonym 900 m od obecnego kościoła parafialnego. W tym roku po wcześniejszym otrzymaniu dawnej cerkwi, przeniesiono duszpasterstwo do tej świątyni. Do 1875 r. w Czułczycach była także druga parafia – unicka. W jej miejsce utworzono parafię prawosławną, stąd do 1945 r. było tam około 1000 prawosławnych. Natomiast w Krobonoszy działała świątynia protestancka, rozebrana w latach 1969-1970. Od 1969 r. są przy parafii Siostry Służki Najświętszej Maryi Panny Niepokalanej. Archiwum parafialne zawiera dokumenty od 1830 r., kronikę parafialną ostatnich lat oraz księgozbiór o treści teologicznej, sięgający XVIII w.

## Kościół
Murowany kościół parafialny pw. św. Rocha wybudował w 1905 r. kupiec moskiewski Jan Kowalewski. Była to cerkiew prawosławna pw. św. Aleksego. Wybudowano ją na miejscu dawnej świątyni unickiej z 1788 r. W 1918 r. cerkiew czasowo użytkowali katolicy. Parafii katolickiej przekazano ją w 1938 r. Podczas II wojny światowej ponownie była w rękach prawosławnych. 2 sierpnia 1945 r. Starostwo Chełmskie oddało ją parafii rzymskokatolickiej i wtedy też nadano jej obecne wezwanie. Na terenie parafii są przydrożne krzyże i kapliczka z rzeźbą ludową św. Jana Nepomucena (1933 r.). Odpust parafialny ku czci św. Rocha odbywa się co roku w niedzielę po 16 sierpnia.

## Złoża naturalne
Na górze położonej nieopodal tej wsi znajdują się pokłady piasku. Jest on wydobywany przez prywatnych przedsiębiorców. W latach 2004–2005 stara kopalnia piasku została zasypana łupkiem wywożonym z kopalni węgla w Bogdance. Obecnie stara kopalnia jest już w całości zasypana.

## Oświata
We wsi znajduje się nowo wybudowana szkoła nosząca imię Jana Pawła II. W październiku 2006 r. został oddany do użytku kort tenisowy zlokalizowany tuż obok szkoły z którego nieodpłatnie mogą korzystać mieszkańcy wsi.

## Inne
W Czułczycach urodził się ks. Michał Ignacy Kunicki, archidiakon krakowskiej kapituły katedralnej w latach 1726–1742, biskup sufragan krakowski od 1727 r., przedstawiciel dyplomatyczny Rzeczypospolitej w Państwie Kościelnym w 1733.